# Medio Sitio
Medio Sitio är en ort i Mexiko.   Den ligger i kommunen Silao de la Victoria och delstaten Guanajuato, i den centrala delen av landet, 280 km nordväst om huvudstaden Mexico City. Medio Sitio ligger 1 778 meter över havet och antalet invånare är 1 490.
Terrängen runt Medio Sitio är lite kuperad. Runt Medio Sitio är det ganska tätbefolkat, med 207 invånare per kvadratkilometer. Närmaste större samhälle är Guanajuato, 19,4 km nordost om Medio Sitio. Trakten runt Medio Sitio består till största delen av jordbruksmark.